# Babin dol (Baja, Mađarska)
Babin dol (mađ. Babinadola) je četvrt u jugoistočnoj Mađarskoj, dio grada Baje.

## Zemljopisni položaj
Babin dol je četvrt grada Baje.

## Upravna organizacija
Upravno pripada naselju Baji.
Poštanski broj je 6500.

## Vanjske poveznice
- Slike s Babinog dola
- Babin dol u Baji, prikaz na zemljovidu  Arhivirana inačica izvorne stranice od 13. veljače 2021. (Wayback Machine)